# (31148) 1997 UO8
1997 يو أو 8 (ويعرف أيضًا باسم (31148) 1997 يو أو 8 وفق تسمية الكوكب الصغير) (بالإنجليزية: 1997 UO8)‏ هو كويكب ضمن حزام الكويكبات؛ وترتيبه 31148 من حيث الاكتشاف.
اكتُشف هذا الجُرم الفلكي بواسطة هيروشي كانيدا في 23 أكتوبر 1997.

## وصلات خارجية
- (31148) 1997 UO8 في قاعدة بيانات مختبر الدفع النفاث لأجرام النظام الشمسي الصغيرة

- الاكتشاف · مخطط المدار ·  العناصر المدارية · المعلمات المادية

- (31148) 1997 UO8 على موقع ويكي سكاي: DSS2, SDSS, GALEX, IRAS, Hydrogen α, X-Ray, Astrophoto, Sky Map, Articles and images